# انالاماهو
انالاماهو (به لاتین: Analamaho) یک سکونتگاه مسکونی در ماداگاسکار است که در ساوا (ماداگاسکار) واقع شده‌است.

## خصوصیات
انالاماهو ۶٬۰۰۰ نفر جمعیت دارد و ۱۱۲ متر بالاتر از سطح دریا واقع شده‌است.